# The Good Nurse
The Good Nurse is een Amerikaanse dramafilm uit 2022, geregisseerd door Tobias Lindholm en geschreven door Krysty Wilson-Cairns. De film is gebaseerd op het gelijknamige true-crime-boek uit 2013 van Charles Graeber over de seriemoordenaar Charles Cullen. De hoofdrollen worden vertolkt door Jessica Chastain en Eddie Redmayne als twee verpleegsters, waarvan de een vermoedt dat de ander verantwoordelijk is voor een reeks sterfgevallen van patiënten.

## Verhaal
Verpleegster Amy Loughren is een alleenstaande moeder die worstelt met gezondheidsproblemen. Wanneer een nieuwe collega, Charles Cullen, zich bij haar ziekenhuis in New Jersey voegt, worden de twee vrienden. De liefdevolle, ondersteunende manier van Charles vult een emotionele leegte in Amy's leven. Ze kan voortaan beter omgaan met de dagelijkse stress op het werk en de lange nachtdiensten doorstaan. Amy is sprakeloos als enkele van haar patiënten op mysterieuze wijze overlijden. Ze dacht eigenlijk dat het gezonde mensen waren die aan het herstellen waren. Terwijl het dodental stijgt, worden de lokale rechercheurs Danny Baldwin en Tim Braun erbij gehaald. Beiden herkennen een verdacht patroon, maar worden op hun plaats gezet door de bureaucratie van het ziekenhuis. Als er geruchten de kop opsteken over Charles' verleden bij vorige werkgevers, vestigen de agenten hun hoop op Amy, die ook twijfels had. Een race tegen de klok begint een einde te maken aan de vermoedelijke seriemoordenaar.

## Rolverdeling
| Acteur           | Personage      |
| ---------------- | -------------- |
| Jessica Chastain | Amy Loughren   |
| Eddie Redmayne   | Charles Cullen |
| Nnamdi Asomugha  | Danny Baldwin  |
| Noah Emmerich    | Tim Braun      |
| Kim Dickens      | Linda Garran   |
| Malik Yoba       | Sam Johnson    |

## Productie
Het project werd aangekondigd in november 2016, waarbij Tobias Lindholm de film regisseerde en Krysty Wilson-Cairns het script schreef. Lionsgate zou aanvankelijk de film distribueren, maar in augustus 2018 gingen Jessica Chastain en Eddie Redmayne in onderhandeling om in de film te spelen.
Er werd geen verdere ontwikkeling van de film aangekondigd tot februari 2020. Er werd bevestigd dat Chastain en Redmayne de hoofdrol zouden spelen, terwijl Lionsgate niet langer bij het project betrokken was. Netflix begon onderhandelingen om wereldwijde distributierechten voor de film te kopen voor $ 25 miljoen.
De opnames begonnen op 12 april 2021 in Stamford, Connecticut.

## Release
De film ging in première op 11 september 2022 op het Internationaal filmfestival van Toronto, en werd uitgebracht in geselecteerde bioscopen op 19 oktober 2022, voordat het op 26 oktober 2022 op de streamingdienst Netflix verscheen.

## Ontvangst
Op Rotten Tomatoes heeft The Good Nurse een waarde van 81% en een gemiddelde score van 6,7/10, gebaseerd op 133 recensies. Op Metacritic heeft de film een gemiddelde score van 64/100, gebaseerd op 35 recensies.